# Podhojni Hrib
Podhojni Hrib – wieś w Słowenii, w gminie Velike Lašče. W 2018 roku liczyła 31 mieszkańców.